# Bona (merk)
Bona is een merk margarine geproduceerd door Upfield foods, de voormalige margarinetak van Unilever. Het merk werd op 22-05-1905 geregistreerd door N.V. Ant. Jurgens’ Margarinefabrieken te Oss. Of dit merk ook daadwerkelijk is gebruikt in de jaren onmiddellijk na de registratie is niet duidelijk. In september 1928 wordt door Jurgens’ een promotiecampagne gestart voor het op de markt brengen van Bona. Bona is kort na de introductie in 1928 in de jaren dertig weer van de Nederlandse markt verdwenen als gevolg van het besluit, na de samenvoeging van de activiteiten van Ant. Jurgens’ Margarinefabrieken en Van den Bergh’s Fabrieken in Van den Bergh & Jurgens N.V. op 22-08-1929, tot sanering van het aantal margarinemerken bestemd voor de Nederlandse markt. Op 28-03-1966 werd het merk geherintroduceerd op de Nederlandse markt, verpakt in een “fris plastic kuipje, bedrukt met een gezellig en vertrouwd motief”, in tegenstelling tot de gebruikelijke papieren wikkels die tot dan toe gebruikelijk waren, sommige margarine werd zelfs nog verpakt uit een ton of een vaatje. Door deze verpakking was een botervloot overbodig. In 1977 waren er al 500 miljoen kuipjes verkocht.
Het kuipje was voorzien van een motief zoals bijvoorbeeld een boerenbontmotief. Bona kent twee soorten margarine, een voor op brood met 59% vet, en een halvarine met 40% plantaardige oliën en vetten.
Bekende reclameslogans luidden onder meer: "Wij nemen Bona mee, wij nemen Bona mee, Bona mee in de arreslee door in de sneeuw, naar benee" op de melodie van Viens Poupoule van Félix Mayol, "Bona ijskoud de zachtste" en "Lekker brood verdient Bona!"